# Человек-предшественник

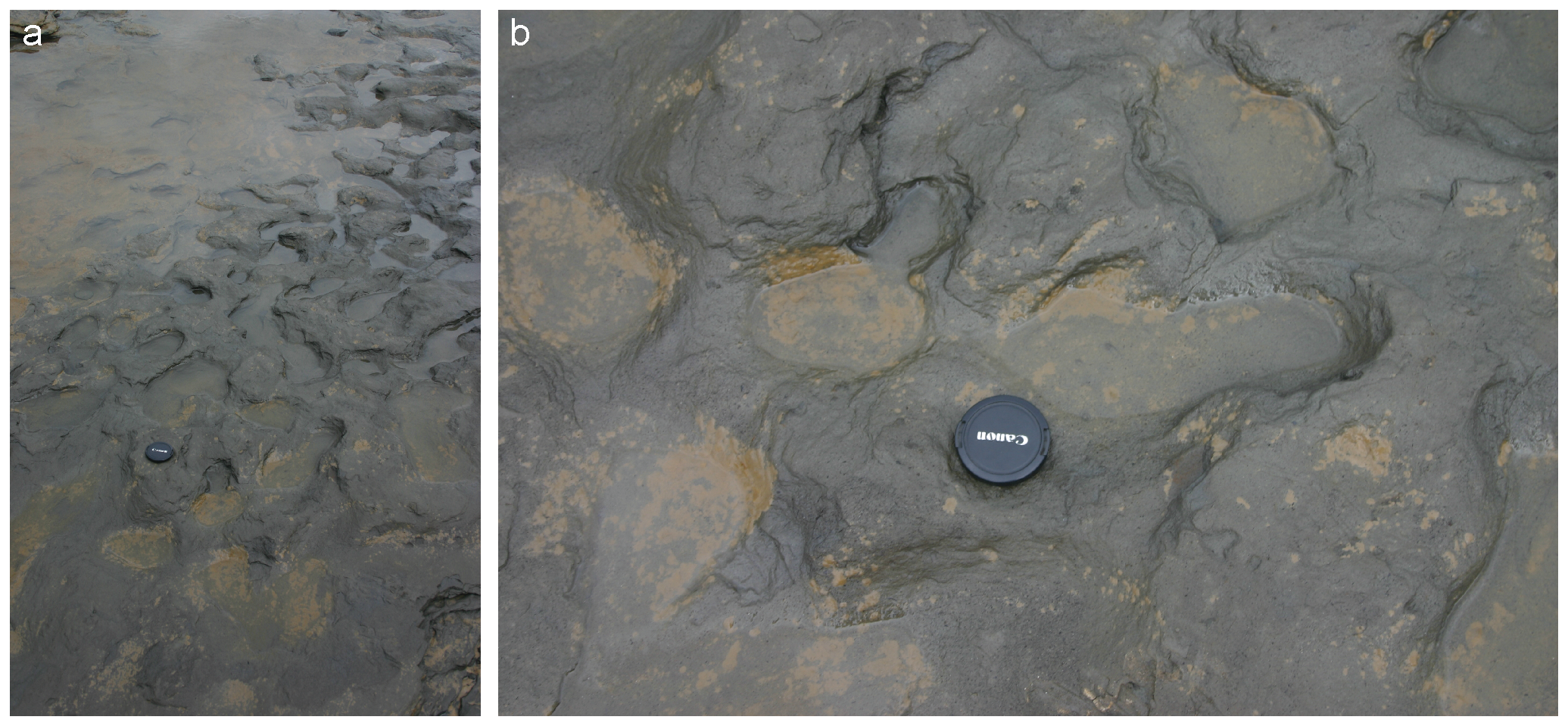
Отпечатки в Хейсборо

Человек-предшественник или человек предшествующий (лат. Homo antecessor) — ископаемый вид людей, который существовал в период от 1,2 млн до 800 тыс. лет назад. Известен по раскопкам в Атапуэрке. Homo antecessor считается самым древним гоминидом Европы (старше только Homo georgicus, обнаруженный в Грузии недалеко от посёлка Дманиси — его возраст достигает 1,7—1,8 млн лет).

## Место в эволюционной цепи
По мнению испанских антропологов, Homo antecessor — прямой предшественник гейдельбергского человека в Европе и Африке, и, возможно, общий предок неандертальца и человека разумного. Сходство с Homo georgicus позволяет видеть в нём архаичный подвид Homo erectus.
Изучение протеома из зубной эмали моляра ATD6-92 вида Homo antecessor и моляра D4163 вида Homo erectus (дманисский гоминид) из Дманиси (Грузия) показало, что H. antecessor является близкой родственной линией для последующих гоминин среднего и позднего плейстоцена, включая современных людей, неандертальцев и денисовцев. Однако, он не имеет более тесного отношения ни к одному из этих гоминин. Напротив, они скорее всего будут более тесно связаны друг с другом, чем с H. antecessor. Вид H. antecessor может быть тесно связан с последним общим предком H. sapiens, неандертальцев и денисовцев.

## Внешний облик
Голова H. antecessor обладала необычной смесью характерных черт неандертальца и современного человека. У них были крупные надбровные дуги, длинная и низкая черепная коробка, массивная нижняя челюсть без подбородка и крупные зубы, как у неандертальца. Лицо, напротив, было относительно плоским и не выдавалось вперёд, то есть было похожим на лицо современного человека. Рост — 1,6—1,7 м, вес взрослого мужчины — примерно 90 кг, объём мозга — около 1000 см³. Согласно Хуану Арсуаге, который опирается на результаты томографических исследований, Homo antecessor был правшой, что выделяет его из ряда приматов-предшественников.

## История открытия
Впервые подвид был описан в 1997 году на основе находок (фрагменты верхней и нижней челюстей H1 и останки съеденной каннибалами девочки-подростка 10—12 лет, фрагментарный череп H3), обнаруженных в 1994 году в горах Атапуэрка на территории Испании. Возраст находок 800 тыс. лет. В пещерах Атапуэрки древние люди жили довольно долго, и там накопилось большое количество расколотых костей животных, которых употребляли в пищу. В древних мусорных кучах среди костей лошадей, оленей, носорогов и других травоядных животных учёные нашли кости людей. Все они явно были расколоты и разгрызены, как и кости животных. Исследователи полагают, что среди пищевых отходов находятся останки как минимум одиннадцати человек, причём почти все они были детьми и подростками. Хосе Мария Бермудес де Кастро, руководитель проекта «Атапуэрка», входящего в список всемирного наследия ЮНЕСКО, говорит, что судя по всему, у древних людей не было недостатка в пище. Местность вокруг пещер в те времена была очень плодородной, травоядных животных, служивших добычей древним людям, было много. Состав мусорных куч в пещерах также не свидетельствует о голоде. Что заставило их есть себе подобных, причём детей, непонятно. На ритуальный каннибализм это не похоже — после ритуала кости вряд ли бы выбрасывали в общую кучу. Возможно, обитатели Атапуэрки съедали своих соседей, захваченных во время нападений на них. Однако поздние исследования отвергают данный факт в пользу систематического подхода к каннибализму. Кроме того, в ходе раскопок в Гран-Долине также было обнаружено около 200 каменных орудий, залегающих на том же уровне, где покоятся останки животных и людей. Характер инструментов и простота орудий позволяет предположить, что орудия предназначались в основном для обработки, свежевания, употребления в пищу мяса и костного мозга.
В 2007 году экспедицией Эудальда Карбонеля в пещере Сима дель Элефанте (Испания) были обнаружены новые останки данного вида человека. Находка представлена в виде челюсти женщины 30—40 лет и датировалась возрастом 1,1—1,2 млн лет. В пещерных отложениях Сима дель Элефанте выделено 13 последовательных слоёв. Следы присутствия человека обнаружены в третьем слое снизу, примерно в 4 м от каменного дна пещеры. В одном слое с человеческой челюстью найдены кости разнообразных мелких млекопитающих, в том числе мышевидных грызунов и хищников из семейства куньих. По единственному обломку нижней челюсти трудно однозначно определить видовую принадлежность находки. По ряду морфологических признаков эта челюсть напоминает некоторых представителей вида Homo erectus и даже более примитивного Homo georgicus. Ископаемый зуб человека-предшественника из блока TD6 археологического памятника Гран-Долина в Сьерра-де-Атапуэрке датируется временным диапазоном от 772 000 до 949 000 лет назад.
Также в 2010 году в Англии были найдены инструменты и останки возрастом 950 тыс. лет, позволяющие предполагать, что Homo antecessor является наиболее ранним человеком, проживавшим в Северной Европе.
В мае 2013 года на размытом морем берегу у Хейсборо (Норфолк, Англия) были найдены отпечатки человеческих ног. Они являются старейшими отпечатками ног, найденными за пределами Африки (возраст 850 000—950 000 лет), и, вероятно, связаны с Homo antecessor.
Исследование зубного камня позволило установить, что древние люди употребляли в пищу злаковые растения (о чём свидетельствуют гранулы крахмала) и мясо и не пользовались огнём.
На челюсти мальчика ATD6‐69 9—11 лет с уровня TD6 участка Гран-Долина в Сьерра-де-Атапуэрке, жившего около 850 тысяч лет, нашли неверно расположенный зуб мудрости (третий моляр), росший в нефизиологичном положении — над вторым моляром, а не рядом.